# Let Indonesia AirAsia 8501
Let Indonesia AirAsia 8501 (značka QZ8501/AWQ8501) byl let nízkonákladové společnosti Indonesia AirAsia, který se 28. prosince 2014 na své pravidelné lince z města Surabaja v Indonésii do Singapuru ztratil se 162 lidmi na palubě. Airbus A320-216 vystartoval ze Surabaji ve 22:35 středoevropského času a ve 23:24, asi hodinu před příletem do Singapuru, ztratil radiový kontakt. Vzhledem k požadavkům pilota o vystoupání o 2000 metrů a bouřkové kupě na trase letu se předpokládalo, že došlo ke zřícení letadla do moře. Po letadlu pátraly hlídky ze sedmi zemí.
Dne 30. prosince 2014 byly objeveny trosky letadla a oběti havárie jižně od indonéského ostrova Borneo.

## Letadlo
Jednalo se o letadlo Airbus A320-216 s výrobním číslem 3648. Bylo registrováno jako PK-AXC. První let proběhl 25. září 2008. AirAsia ho obdržela 15. října 2008. Poslední údržba před nehodou proběhla 16. listopadu 2014. Konfigurace letadla byla pro 180 cestujících. Letadlo do nehody absolvovalo 23 000 letových hodin a přes 13 500 letů.

## Oběti
Ze 162 obětí bylo 155 obětí z Indonésie a zbytek byli cestující z Jižní Koreje, Francie, Malajsie, Singapuru a Velké Británie. Při nehodě zahynuli oba piloti. Kapitánem byl Iriyanto, kterému bylo v době nehody 53 let. Celkově měl nalétáno přes 20 000 hodin a na Airbusu A320 to bylo přes 4 500 hodin. Prvním důstojníkem byl Rémi Emmanuel Plesel, kterému bylo 46 let. Pocházel z Martiniku, v Paříži pracoval jako údržbář letadla a k tomu studoval a splnil si sen stát se pilotem. Nalétáno měl necelých 2 300 letových hodin a na Airbusu A320 to bylo 1 367 hodin. 41 obětí bylo členů jedné cirkevní kongregace, kteří letěli oslavovat příchod nového roku. Air Asia nabídla 32 000 USD nebo 300 milionů IDR každému z truchlících členů rodin obětí nehody jako počáteční odškodnění z celkové části odškodného. Kvůli následkům nehody se Indonésie 19. května 2017 přidala k tzv. Montrealské úmluvě. 

## Galerie

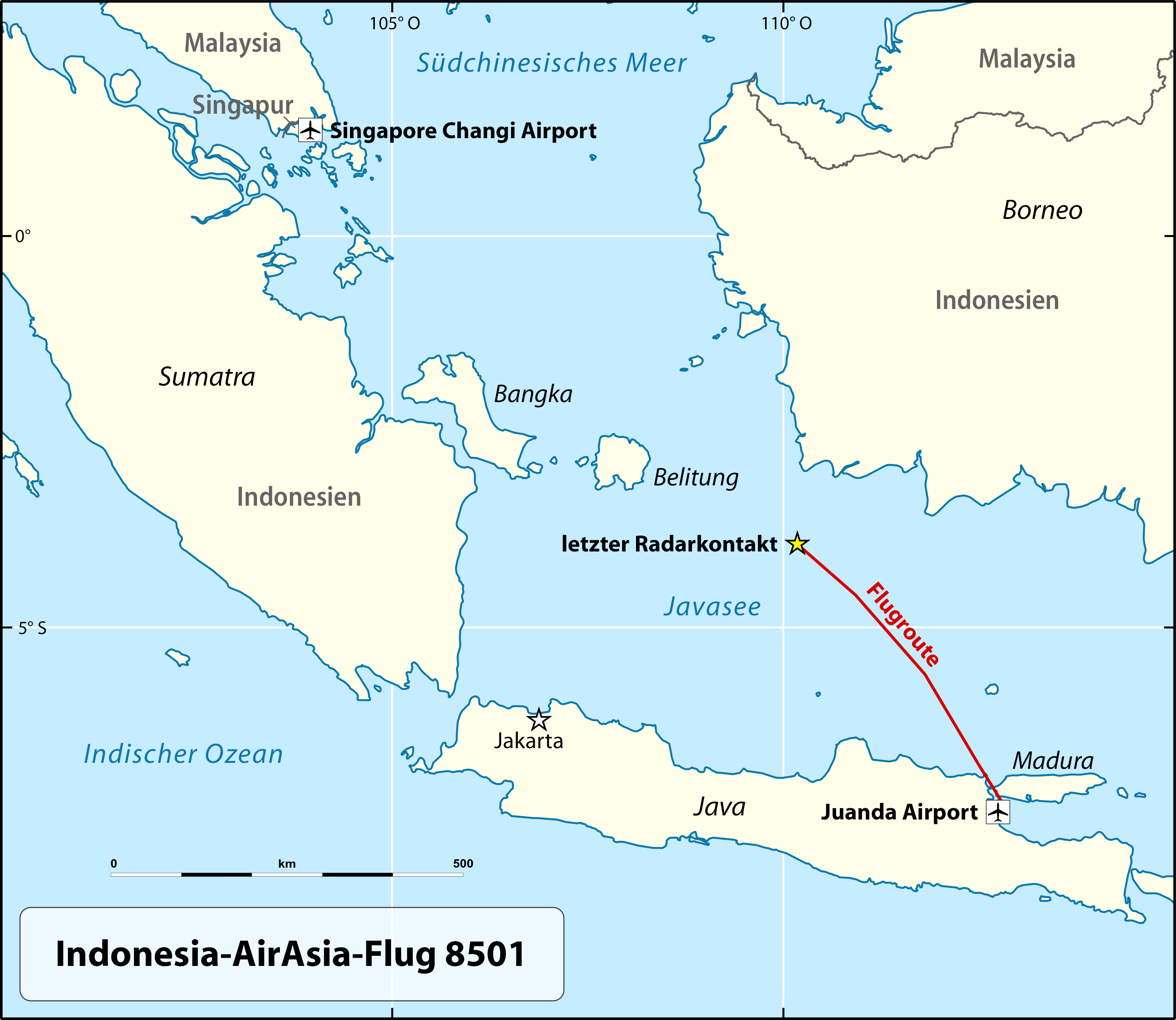
Trasa letu
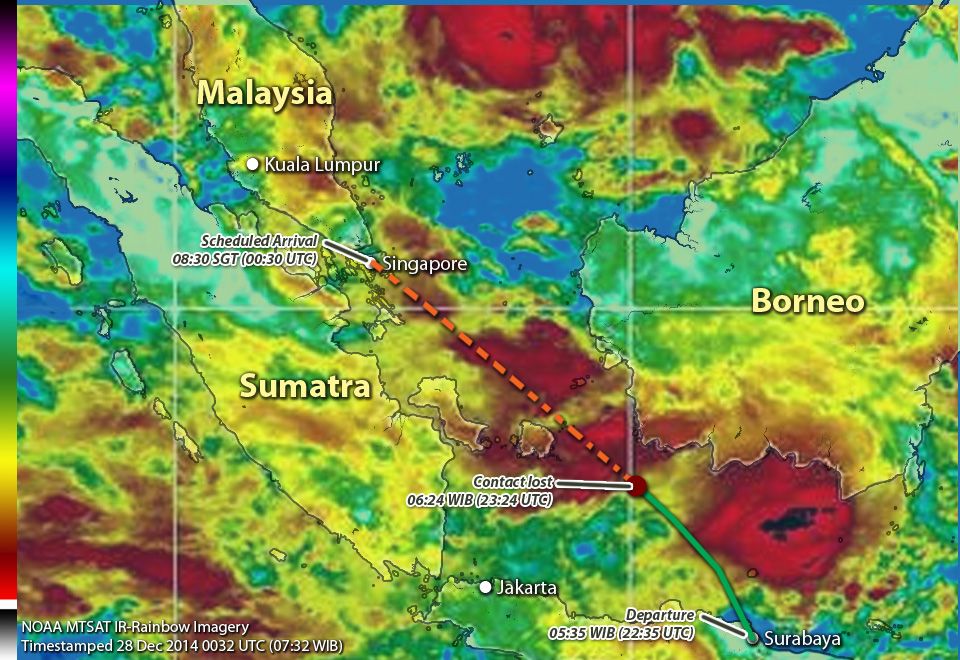
Radarový snímek bouřkových oblastí v trase letadla